# Джак Ярбър
Джак Обливиън Ярбър (на английски: Jack Oblivian Yarber) е американски певец, автор на песни и мулти-инструменталист от Мемфис (Тенеси).
Той е един от основателите на две много влиятелни гараж-пънк групи: Compulsive Gamblers и Oblivians. След разпадането на последната, Джак свири със забележителни музиканти сред които Arthur Lee, Andre Williams, Nathaniel Mayer, Tav Falco, Jeffrey Evans, но е отдаден и на соловата си кариера.
Други групи в които Джак е имал участие са The End, Johnny Vomit & The Dry Heaves, Andre Williams, The Knaughty Knights, South Filthy, The Cool Jerks, The Limes, '68 Comeback, King Louie & His Loose Diamonds, Greg Oblivian & the Tip Tops, Jack Oblivian & The Cigarillos, The Natural Kicks и Panther Burns.
Днес, Ярбър продължава да пише и записва музика като соло артист. През януари 2016 г., издава седмия си самостоятелен албум „The Lone Ranger of Love“ за неговия лейбъл Mony Records.

## Кариера

### Johnny Vomit & the Dry Heaves
В средата на 80-те Джак Ярбър започва музикалната си кариера в гимназията в Коринт, Мисисипи, заедно с неговия съученик Jimbo Mathus, станал по-късно известен с групата му Squirrel Nut Zippers. Двамата сформират Johnny Vomit & the Dry Heaves.

### The End
През лятото на 1987 (?), Ярбър се мести в Мемфис, Тенеси, където свири с братовчед си. Двамата използват много имена за бандата им, но в крайна сметка издават 7 инчов ню уейв албум под името The End. Песните „You Never Called“ и „People Talk“, са записани през 1984 във Филипс студио в Мемфис, а по-късно Cheap Time правят кавъри именно на тези парчета. Това е единственият винил, издаден с етикета на Erwin рекорд, с който Ярбър маркира първата си поява на плоча. До 1989 г., музикалните предпочитания на двамата започват да се разминават и братовчед му напуска града, приключвайки тяхното партньорство.

### The Compulsive Gamblers
След разпадането на The End, Ярбър среща Greg Cartwright довело до сформирането на The Compulsive Gamblers. Въпреки издаването на два 7-инчови албуми и шепа домашни записи, групата не е в състояние да заинтригува интереса на звукозаписните лейбъли, докато това не става със следващата им банда – Oblivians. The Compulsive Gamblers се събират отново в края на 1990-а и началото на 2000 г., издавайки два студийни албума и един с изпълнения на живо за Sympathy For the Record Industry.

### The Oblivians
Oblivians се сформират през 1993 като страничен проект на Compulsive Gamblers, в който свири Greg Cartwright от Gamblers и бъдещият основател на Goner Records – Eric Friedl.
Почти две години след създавенето на групата, те издават първа дългосвиреща плоча „Soul Food“ за Crypt Records. Идеята им е и тримата да ползват „Oblivian“ за презиме, с което да отдадът почит към една от най-важните групи в историята на рокендрола – Ramones. Изключително интереснен е фактът, че не използват бас, и че тримата пеят и свирят на китара и барабани, както по време на концерти сменят инструментите си. Много други групи, по-късно започват да свирят без да използват бас китара, такъв пример са първите плочи на the White Stripes и Black Keys.

### The Tennessee Tearjerkers
След последвала кратка соло кариера, Джак започва да колаборира със Scott Bomar и заедно сформират The Tennessee Tearjerkers. Докато Bomar става все по-ангажирани с озвучаване на филми, Ярбър започва да играе по-активна роля в групата и в крайна сметка се захваща сам да пише текстовете, след като Bomar напуска окончателно групата. В този период Джак колаборира в няколко странични проекти в това число, the Knaughty Knights, the Limes и South Filthy, който включва колаборация с дългогодишните му сътрудници Walter Daniels и Monsieur Jeffrey Evans.
През 2007 г. издава още един соло албум „The Flip Side Kid“, която версия на компактдиск е издаден от Sympathy For the Record Industry. Ярбър решава да пусне албума и на плоча, като сам се финансира и сам отпечатва обложките за лейбълът му „Dirt Cheap Date“.

### Събирането на The Oblivians
През 2008 г., The Oblivians и The Gories обявяват общо турне, което се провежда през лятото на 2009-а, предимно в Европа, но и с няколко концерта в Мемфис и Детройт. От тогава the Oblivians продължават да свирят, а през 2015 г. издават албум озаглавен „Desperation“ за In the Red Records.

## Дискография

### като Джак Обливиън
Самостоятелни албуми
- American Slang 12-inch EP/CD (Sympathy For The Record Industry, 1997, SFTRI 475)
- So Low LP/CD (Sympathy For The Record Industry, 1998, SFTRI 535)
- Bad Mood Rising LP/CD (Sympathy For The Record Industry, 2001, SFTRI 643)
- Don't Throw Your Love Away LP/CD (Sympathy For The Record Industry, 2005, SFTRI 735)
- Jack-O Is The Flip Side Kid LP/CD (Dirt Cheap Records/Sympathy For The Record Industry, 2006, BR-003/SFTRI 778)
- The Disco Outlaw LP/CD (Goner Records, 2009, 45 Gone)
- Rat City LP/CD (Big Legal Mess, 2011)
- Jack O & the Sheiks: Live! LP (Secret Identity/Red Lounge, 2014)
- The Lone Ranger of Love LP (Mony, 2016)

Самостоятелни сингли
- Jack Oblivian & The Cigarillos: „Mad Dog 20/20“ (CD Compilation Freakland-iPunkrock, 2003)
- „Chills & Fever“ 7-inch (Brown Sound, 2005, BS 001)
- „Original Mixed Up Kid“ 7-inch (Bancroft Records, 2006, BR-005)
- „Black Boots“ 7-inch (Shattered Records, 2006, SR-013)
- Jack Oblivian & The Cigarillos: „Women's Milk“ 7-inch (Ghost Highway Recordings, 2007)
- „Sweet Thang“ 7-inch (The Wind Records, 2008, TWR001)
- Jack Oblivian & The Cigarillos: „15 Beers“ / „Drinking Women's Milk“ 7-inch (Ghost Highway Recordings, 2007)

Самостоятелни касети
- „Is She Crazy“ cassette (Mony, 2015)

Самостоятелни изяви
- Various Artists – Sunday Nights: The Songs of Junior Kimbrough (2005, Fat Possum Records) – „I'm In Love With You“ (Junior Kimbrough)

## Други издания

### Заедно с The End
Сингли
- „You Never Called“/People Talk 7-inch (Erwin Records, 1985, E-2410/E-2411)

### Заедно с Johnny Vomit & The Dry Heaves
Сингли
- „Johnny Vomit & The Dry Heaves“ 7-inch (Goner Records, 1993, 6Gone)
- „Thanks For The Ride!“ 7-inch (Goner Records, 2005, 18gone)
- „Running In A Rat Race“ 7-inch (Solid Sex Lovie Doll Records, 2006, SSLD 008)

### Заедно с Compulsive Gamblers
Сингли
- „Joker“ 7-inch (Boiler Room, 1992, cat.no.?)
- „Church Goin'“ 7-inch (Lemon Peel Records, 1992, LP001 – LP002)
- „Goodtime Gamblers“ 7-inch (Boiler Room, 1995, BR 002)

Албуми
- Gambling Days are Over CD (Sympathy For The Record Industry, 1995, SFTRI 372)
- Bluff City (album)|Bluff City LP/CD (Sympathy For The Record Industry, 1999, SFTRI 570)
- Crystal Gazing Luck Amazing LP/CD (Sympathy For The Record Industry, 2000, SFTRI 572)
- Live & Deadly: Memphis-Chicago 2xLP/CD (Sympathy For The Record Industry, 2003, SFTRI 698)

### Заедно с Oblivians
Сингли
- „Call The Shots“ 7-inch (Goner Records, 1993, 2Gone)
- „Sunday You Need Love“ 7-inch (Crypt, 1994, CR-044)
- „Now For The Hard Of Hearing From ... 'Blow Their Cool'“ 7-inch (Estrus, 1994, ES 756)
- „Static Party“ 7-inch (In The Red, 1994, ITR 018)
- „Go!Pill-Popper!“ 7-inch (Drug Racer, 1996, 001)
- „Strong Come On“ 7-inch (Crypt, 1996, CR-053)
- „Kick Your Ass“ 7-inch (Sympathy For The Record Industry, 1996, SFTRI 412)

Сплитове
- Split CS with Impala (Goner Records/Power Of Bob, 1993, 0Gone/POB 103)
- Split 7-inch with Two Bo's Maniacs (Hate Records, 1997, hate 7)
- Split 7-inch with the Crime Kaisers (Active Detective, 1998, active detective record #1)

Албуми
- Oblivians 10-inch (Sympathy For The Record Industry, 1994, SFTRI 304)
- Soul Food (Oblivians album)|Soul Food LP/CD (Crypt, 1995, CR-055)
- Live In Atlanta 8.19.94 LP (Negro Records, 1995, negro records 001)
- Six Of The Best 10" (Sympathy For The Record Industry, 1996, SFTRI 383)
- Sympathy Sessions|The Sympathy Sessions CD (Sympathy For The Record Industry, 1996, SFTRI 406)
- Walter Daniels Plays With Monsieur Jeffrey Evans & The Oblivians At Melissa's Garage 10-inch (Undone, 1995, UDR-0008-10)
- Popular Favorites LP/CD (Crypt, 1996, CR-065)
- ...Play 9 Songs with Mr Quintron LP/CD (Crypt, 1997, CR-082)
- 17 Cum Shots LP (Bootleg, 1997, cat.no.?)
- Best Of The Worst: 93 – 97 2xLP/CD (Sympathy For The Record Industry, 1999, SFTRI 584)
- On The Go LP (Goner Records, 2003, 12Gone)
- Barristers 95 [Live] (In the Red, 2009, ITR 182)
- Desperation (In the Red, 2015)

### Заедно с Tav Falco's Panther Burns
Албуми
- FZ 6900 Panther Phobia LP/CD (In The Red, 2000, ITR 069)

### Заедно с Knaughty Knights
Сингли
- „Connection“ 7-inch (Solid Sex Lovie Doll Records, 2002, SSLD 007)
- „I Love It To Death“ 7-inch (Perpetrator Records, 2004, PERP 3)
- „Death Has Come Over Me“ 7-inch (Goner Records, 2005, 20Gone)
- „Tommy Of The River“ 7-inch (Shattered Records, 2006, SR-011)

Сплитове
- „Split“ 7-inch with the Wildebeests (Norton Records, 2003, 9641)

### Заедно с South Filthy
Сингли
- „Soul Of A Man“ 7-inch (Wrecked Em Records, 2003, wrecked 004)
- „Goin' Down The Valley“ / „Carry That Load“ 7-inch (Beast Records, 2007, BR076)

Албуми
- You Can Name It Yo' Mammy If You Wanna... CD (Sympathy For The Record Industry, 2002, SFTRI 701)
- Crackin' Up + You Can Name It Yo' Mammy If You Wanna 2xLP/LP (Rockin' Bones, 2005, RON 062 – 1/RON062-2)
- Crackin' Up CD (Licorice Tree Records, 2006, YUM 1008)
- Undertakin' Daddy LP (Beast Records, 2009, LP-BR87)

### Заедно с Cool Jerks
Сингли
- „Whole Wide World“ 7-inch (Misprint Records, 2003, msp 0110)

Албуми
- Cleaned A Lot Of Plates In Memphis LP/CD (Sympathy For The Record Industry, 2002, SFTRI 689)

### Заедно с the Limes
Сингли
- „Goddamn You Honey“ 7-inch (Solid Sex Lovie Doll Records, 2004, SSLD 014)
- „Rock'n'roll Heart“ 7-inch (Nasty Product, 2006, NP 10)

Албуми
- Tarantula! CD (Death Valley Records, 2005, DV-010)

### Заедно с Natural Kicks
Албуми
- Natural Kicks CD (Miz Kafrin, 2005, Miz Kafrin 007)